# Carlo Odescalchi
Carlo Odescalchi SJ (ur. 5 marca 1785 w Rzymie, zm. 17 sierpnia 1841 w Modenie) – włoski jezuita, arcybiskup Ferrary w latach 1823–1826, prefekt Kongregacji ds. Biskupów i Zakonników w latach 1828–1838, kardynał w latach 1823–1838.

## Życiorys
Urodził się w Rzymie, w rodzinie szlacheckiej. Jego ojciec Baldassare był księciem Sirmio oraz Świętego Cesarstwa Rzymskiego, a jego matką była Valeria Caterina Giustiniani.
Studiował na Węgrzech i zdobył doktoraty w prawie cywilnym i kanonicznym. 31 grudnia 1808 otrzymał święcenia. 10 marca 1823 został mianowany przez papieża Piusa VII kardynałem i arcybiskupem Ferrary. 25 maja 1823 otrzymał sakrę.
30 listopada 1838 zrzekł się godności kardynalskiej i wstąpił do zakonu jezuitów.